# Balkán-szövetség

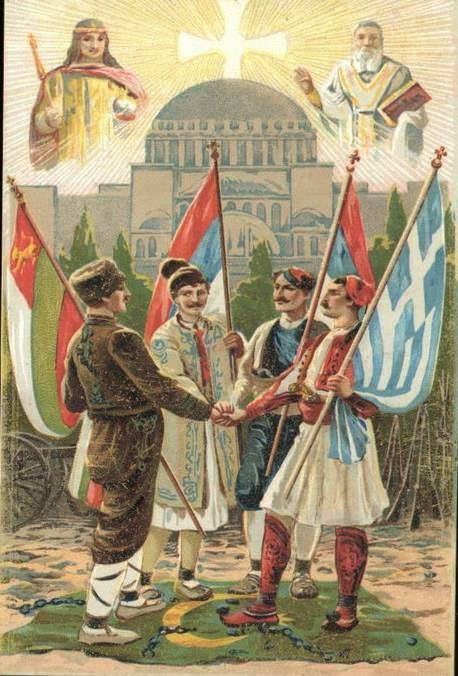
A Balkán-szövetség idealizált ábrázolása

A Balkán-szövetség Szerbia, Bulgária, Görögország és Montenegró 1912-ben életbe lépett katonai és politikai szövetsége volt az Oszmán Birodalom ellen. Neve bolgárul Балкански съюз, szerbül Балкански савез, görögül Βαλκανική Συμμαχία.
Az olasz–török háború 1911-es kitörése, majd az olasz győzelem után a nemzetállami területüket az Oszmán Birodalom rovására kiterjeszteni kívánó balkáni szláv államok, Szerbia és Bulgária elérkezettnek látták az időt az összefogásra. 1912. március 13-án titokban írták alá az Oroszország által tető alá hozott politikai egyezményt, amely május 12-én a katonai összefogásról rendelkező jegyzékkel is kiegészült. Görögország sem kívánt kimaradni egy esetleges törökellenes szövetségből, így Szófiában 1912. május 29-én aláírták a görög–bolgár egyezményt, amelyet kevéssel később a bolgár–montenegrói paktum ratifikálása követett. Létrejött a Balkán-szövetség, amelynek legfőbb rendelkezése szerint támadás esetén a szövetségesek egymást kölcsönösen támogatják. A titkos záradékban kilátásba helyezték az Oszmán Birodalom elleni háborút, és a hódítást követő esetleges területi viták eldöntésére Oroszországot kérték fel.
A szövetséges államok figyelme ezzel a meggyengült Oszmán Birodalom felé fordult, és előkészítették a fegyveres támadást. 1912. október 8-án Montenegró hadat üzent a törököknek, kitört az első Balkán-háború. A másik három ország október 13-án ultimátumot intézett a Portához, majd október 17-én hadat üzentek. A háború a Balkán-szövetség győzelmével zárult, a törökök kiszorultak európai területeik nagy részéről. Ám még mielőtt a háborút lezáró londoni egyezmény rendelkezései életbe léphettek volna, a területi viták következtében a Balkán-szövetség felbomlott, kitört a Macedónia és Trákia birtoklásáért zajló második Balkán-háború az egykori szövetségesek és Bulgária között.